# Норт-Фаєтт Тауншип (округ Аллегені, Пенсільванія)
Норт-Фаєтт Тауншип (англ. North Fayette Township) — селище (англ. township) в США, в окрузі Аллегені штату Пенсільванія. Населення — 16 167 осіб (2020).

## Демографія
Згідно з переписом 2010 року, у селищі мешкали 13 934 особи в 5810 домогосподарствах у складі 3718 родин. Було 6187 помешкань
Расовий склад населення:
| - 92,9 % — білих - 2,8 % — чорних або афроамериканців - 2,5 % — азіатів - 0,1 % — корінних американців |

До двох чи більше рас належало 1,3 %. Частка іспаномовних становила 1,4 % від усіх жителів.
За віковим діапазоном населення розподілялося таким чином: 23,6 % — особи молодші 18 років, 66,5 % — особи у віці 18—64 років, 9,9 % — особи у віці 65 років та старші. Медіана віку мешканця становила 38,2 року. На 100 осіб жіночої статі у селищі припадало 98,7 чоловіків;  на 100 жінок у віці від 18 років та старших — 96,7 чоловіків також старших 18 років.
Середній дохід на одне домашнє господарство  становив 91 509 доларів США (медіана — 70 804), а середній дохід на одну сім'ю — 110 949 доларів (медіана — 84 482). Медіана доходів становила 60 491 долар для чоловіків та 48 603 долари для жінок. За межею бідності перебувало 9,2 % осіб, у тому числі 9,1 % дітей у віці до 18 років та 7,3 % осіб у віці 65 років та старших.
Цивільне працевлаштоване населення становило 8046 осіб. Основні галузі зайнятості: освіта, охорона здоров'я та соціальна допомога — 20,3 %, роздрібна торгівля — 14,5 %, виробництво — 11,9 %, науковці, спеціалісти, менеджери — 11,0 %.